# آرنه آندرشون
آرنه آندرشون (نروژی: Arne Andersen; ۲۱ آوریل ۱۹۰۰ – ۲۶ اکتبر ۱۹۸۶) بازیکن فوتبال اهل نروژ بود.
از باشگاه‌هایی که در آن بازی کرده‌است می‌توان به اشاره کرد.